# 山口真吾
山口 真吾（やまぐち しんご、男性、1979年11月25日 - ）は、日本の元プロボクサー。東京都武蔵野市出身。元OPBF東洋太平洋ライトフライ級王者。渡嘉敷ボクシングジム所属。叡明高等学校卒業。

## 来歴
高校卒業後、畑山隆則に憧れてプロボクシング界に。所属ジムの会長渡嘉敷勝男は世界を取れなければ、ボクシングをやめても良いとまで発言している。
1998年10月28日、プロデビュー。4R判定で敗れる。次の試合も敗れ3連敗したなら引退しようと考えていた。
2001年12月19日、3戦目から引分を挟み10勝で、日本ライトフライ級王者横山啓介とのノンタイトルマッチに挑み、戦前の予想を覆し10R判定で勝利。この一戦で世界ランク入りする。
2002年2月23日、世界初挑戦。崔堯三（韓国）の持つWBC世界ライトフライ級王座に挑むも、10RTKOで敗れる。
2003年5月12日、親交のある林田龍生が返上し空位となったOPBF東洋太平洋ライトフライ級王座決定戦をウェンデル・ハニオラ（フィリピン）と争い、12R判定で勝利し初のタイトルを入手。
2005年8月8日、畠山昌人とのノンタイトルマッチや増田信晃・嘉陽宗嗣らを退けて3度防衛したタイトルを升田貴久に12R判定負けで手放す。この敗戦で引退を決意する。
2006年5月17日、山口伸一と復帰戦。1Rにはダウンを喫するも8Rにはダウンを取り返し8R判定勝利。2007年11月までその後3戦し3勝。
2008年3月29日、6年ぶりの世界再挑戦。坂田健史の持つWBA世界フライ級王座に挑んだが、12R判定負け。
2008年12月23日、内藤大助の持つWBC世界フライ級王座に挑んだが、11RレフェリーストップによるTKO負け。この試合は人気絶頂であった内藤との対戦であり、地上波でテレビ中継されたこともあって大いに注目された。誰しも内藤の圧勝を信じて疑わなかったが、序盤から捨て身とも思える果敢な攻めにより王者は内容では圧倒するものの決定打を欠き、11Rまで試合は続いた。11Rでダウンを奪われてもなお立ち上がり、内藤との捨て身の打ち合いの末ついにレフェリーストップとなった。試合には負けたが、最後まで諦めることなく戦い続けた山口の姿勢には賞賛の嵐が贈られた。
1か月の休養の後、2009年2月2日、所属ジムに現役続行をすると表明した。
2009年7月6日、後楽園ホールでガオタワン・シットサイトーン（タイ）と50.4kg契約8回戦を行い、3Rに2度のダウンを奪って5RTKO勝利で再起を果たした。11月30日、WBCフライ級14位として、OPBF東洋太平洋フライ級10位・日本同級3位の池原繁尊と50.0kg契約10回戦を行い、ボディでダウンを奪われながらもそのままのカウントアウトは許さなかったが、同じ3RにTKO負けを喫してWBC25位までランクを落とした。
2010年5月25日付で、JBCに引退届を提出。同年7月26日夜、後楽園ホールで林田龍生とともに引退セレモニーを行い、1Rのスパーリングを披露した。